# Valeriana volkensii
Valeriana volkensii är en kaprifolväxtart som beskrevs av Adolf Engler. Valeriana volkensii ingår i släktet vänderötter, och familjen kaprifolväxter. Inga underarter finns listade i Catalogue of Life.